# Camilo Pino
Camilo Pino, mit vollständigem Namen Camilo Pino Pedreros, (* 4. März 1968 in Santiago de Chile) ist ein ehemaliger chilenischer Fußballspieler. Der Mittelfeldspieler wurde drei Mal chilenischer Meister.

## Karriere

### Verein
Camilo Pino debütierte 1983 beim CD Cobreloa. Beim Klub aus dem Norden verbrachte der offensive Mittelfeldspieler eine lange und erfolgreiche Zeit. Pino gewann mit Cobreloa drei Meistertitel: 1985, 1988 und 1992. Während dieser Zeit wurde er zweimal verliehen. Die erste 1989 zu Deportes Arica, denen er mit einem entscheidenden Tor zum Klassenerhalt in der Primera B verhalf, sowie 1993 zu Coquimbo Unido. Seine letzten Karrierejahre verbrachte Pino bei Deportes Antofagasta.

### Nationalmannschaft
Mit der U-20-Nationalmannschaft nahm Camilo Pino 1987 unter Trainer Luis Ibarra an der Weltmeisterschaft, bei er fünf Treffer erzielte und damit den Bronzenen Schuh gewann, teil. La Roja wurde Turniervierter.
Für die A-Nationalmannschaft spielte Pino allerdings nie.

## Erfolge
Cobreloa
- Chilenischer Meister: 1985, 1988, 1992

## Auszeichnungen
- Bronzener Schuh bei der Junioren-Weltmeisterschaft 1987